# Corilana erythraea
Corilana erythraea is een pissebed uit de familie Corallanidae. De wetenschappelijke naam van de soort is voor het eerst geldig gepubliceerd in 1880 door Kossman.